# Mixe-Sprache
Mixe (Ayüük Ja’ay) ist eine indigene Sprache in Mexiko, gesprochen von der Ethnie der Mixe. Es wird von über 130.000 Menschen im östlichen Hochland des mexikanischen Bundesstaats Oaxaca gesprochen.

## Eigenschaften
Die Mixe-Sprache ist eine polysynthetische Ergativsprache.

## Klassifikation
Mixe ist am engsten verwandt mit den Sprachen Sayula Popoluca (Sayultekisch) und Oluta Popoluca (Olutekisch), die in Veracruz gesprochen werden. Zusammen mit diesen und dem Zoque gehört es zur Sprachfamilie Mixe-Zoque.

## Verbreitung

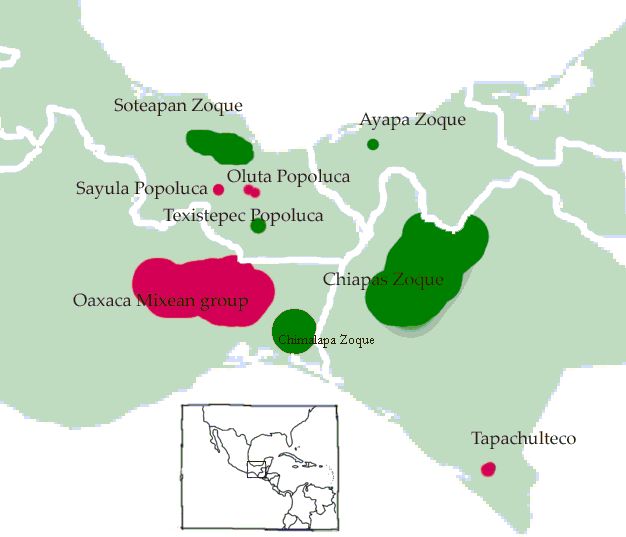
Mixe-Sprachgebiet (magenta)

Auf Grund der starken geographischen Isolierung innerhalb des gebirgigen Sprachgebiets gibt es stark voneinander abweichende regionale Varianten. SIL International unterteilt das Mixe in zehn Einzelsprachen. Es gibt drei Dialekt-Hauptgruppen: Das Hochland-Mixe (im nördlichen Hochland um Totontepec und im südlichen Hochland um Tlahuitoltepec, Ayutla und Tamazulapan), das Mittelhochland-Mixe (in der Gegend um Juquila and Zacatepec) und das Tiefland-Mixe (im Raum um Guichicovi).

## Dokumentation
Die Mixe-Sprache ist wenig dokumentiert und viele Varianten sind überhaupt nicht verzeichnet. Am besten dokumentiert sind die Dialekte um Totontepec, Ayutla und Coatlán. Für diese wurden Wörterbücher und Kurzgrammatiken von SIL International erstellt.